# Rydcar
Rydcar er en dansk gadekunstner, hvis identitet er ukendt. De fleste af hans værker befinder sig i Københavnsområdet, men der kan dog findes enkelte værker i flere andre større danske byer. Stilmæssigt har Rydcar formået at bevæge graffiti ganske tæt på litteratur igennem sine rå men dog beskrivende digte og ordlege.

## Tematikker
I Rydcars digte og ordspil er der flere generelle temaer, som går igen, herunder kærlighed, politik, filosofi og generelle overvejelser ift. samfundsstrukturen. Ofte behandles temaerne på en inddragende men dog lidt naiv måde, der får beskueren til at se de før nævnte tematikker fra en udeståendes perspektiv.

## Inspireret af
Af inspirationskilder bør nævnes:
- Huskmitnavn
- Michael Strunge
- Banksy
- Per Højholt